# Cubará
Cubará – miasto w Kolumbii, w departamencie Boyacá.